# NS級軟式飛行船
ノース・シー級
N.S.8
- 用途：偵察
- 分類：軟式飛行船
- 製造者：RNAS キングスノース
- 運用者：イギリス
- 運用者イギリス海軍
- 初飛行：1917年2月
- 生産数：14隻
- 運用開始：1917年
- 退役：1921年10月25日
- 運用状況：退役

NS級軟式飛行船とはイギリスの軟式飛行船である。NSはノース・シー（北海）の頭文字を意味する。本級はイギリスが建造し続けた軟式飛行船では最大・最終のもので、第一次世界大戦中にイギリス海軍航空隊が軍務に投入した。本級の開発には、初期の飛行船が行った、イギリス東海岸を離れての長距離哨戒の運用経験が集成された。初期の問題にもかかわらず、NS級飛行船は軟式飛行船の持つ全ての飛行記録を破ってみせ、この型の飛行船は、この種類のものでは最も効果あるものとして考えられることとなった。

## 設計
RNAS（イギリス海軍航空隊）は、イギリス西海岸を離れた長距離対潜哨戒と、輸送船団の護衛任務に就く必要があり、その必要性は増大していた。これに応えるため、NS級飛行船が開発された。またこの形式の飛行船は、主に北海で作戦行動を行ったグランド・フリート（第一次世界大戦時のイギリス主力艦隊）との協働を意図していた。
1916年、イギリスの硬式飛行船計画は効果的な飛行船を生み出すことができなかった。NS級軟式飛行船は、コースタル級軟式飛行船の経験をもとに代用として開発され、また、改善されたC-スター級は、より大きく、全天候性と長距離性能を持つ軟式飛行船として作られた。新規設計にあたっての主な要求性能は以下のものである。
- 相当な期間を飛行し続ける能力（55ノットから60ノット(102～110km/h)で24時間）
- 優れた信頼性
- 十分なだけの燃料を供給するに必要な浮力
- 快適な環境で通常の二倍の搭乗員を収容するための適切な設備

1916年1月、6隻のNS級軟式飛行船を建造するための承認が与えられた。設計および建造は、フー半島に所在し、チャタムの海軍工廠からさほど離れていないRNASキングズノース航空基地で行われた。

### 船体

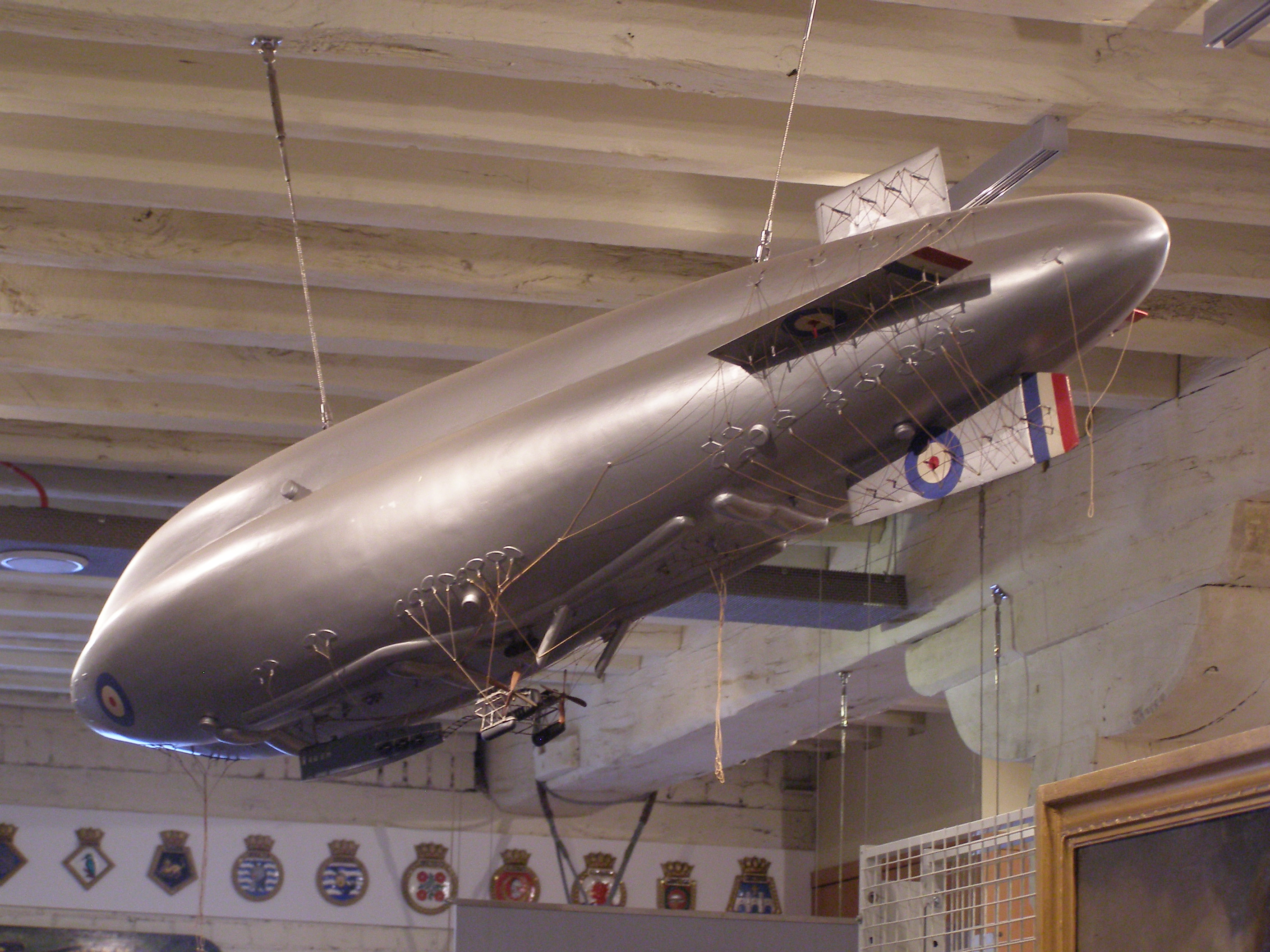
ケント州のチャタム工廠に置かれる模型。昇降舵・方向舵の形状、隆起した船体頂部等が判る

コースタル級およびC-スター級と同様、設計グループの「ノース・シーズ」は、アストラ･トーレス飛行船の設計規則を基礎とするトリ・ローブ船体を採用した。この設計では、このクラスの船に対し以前から指摘されていた改善を全て取り入れていた。船体形状は全体的に流線型化され、10,000m3の容量を有したが、これはコースタル級の容量よりも相当に大きかった。6つのバロネットは総計で3,600m3の容量を供給した。これは全容量の35.5%と等しかった。
船体には4つのフィンが取り付けられていた。最上部の小型フィンは安定性を主眼とした。より大型の3つのフィンは同一の面積と形をしており、方向舵と昇降舵を支えた。当初、アルミ製の燃料タンクは、船体上部の、隆起した部分よりも上に配された。しかしタンクは形状変化によりアルミ製の燃料系統を破断させる原因となった。そこで、後にこのタンクは船体内部へ置かれた。

### ゴンドラ
この級の最初のものは、船体下部に吊られる、2台の囲われたゴンドラを備えていた。一つは制御室、そして後部にはエンジニア室（動力室、または機関室）となっており、これらはケーブルで吊られた、剥き出しの木製通路により連結された。
制御室の形は横断面において長方形をしており、長さ11m、高さは1.8mだった。これは対角線をワイヤーで張り締めた、軽い鋼管のフレームから造られていた。ゴンドラの前部はジュラルミンで被覆され、残りは骨組みに布地を紐で縛りつけてカバーした。ジュラルミンの被覆はアルミニウムの代わりに選択された。アルミニウムと異なり、これは海上の空気と海水の作用に影響を受けなかった。窓と舷窓は両方とも搭乗員に光を与え、良好な視界をもたらした。
制御室前部は広範囲にガラス張りが施され、操縦士用のキャビンが形成された。このキャビンは飛行用の操縦装置の全てと航法装置、機関用テレグラフ、および伝声管を収容した。この後部は無線電信室であり、10名の搭乗員が生活または睡眠する設備は、部屋のさらに後部に設けられた。無線設備に加え、通信手の区画にはオルジス灯と国際信号旗が備えられた。後者は制御室から降ろすことができ、外国船舶と通信するのに効果的だった。
エンジニア室は機関の制御装置を収容していた。またエンジン排気管のうち1本には、料理のためにフランジ（輪状の縁）様のホットプレートが取り付けられていたが、これを操作することができた。2基の発電機とバッテリーは飛行船の電気系統へ電力を供給し、これには照明、電話、表示灯などが含まれた。

### 推進力
本級では当初、一対の250馬力(190 kW)ロールス・ロイス イーグルエンジンが装備され、どちらも流線形の覆いのついた動力室に据えられた。これは両方とも、精巧なトランスミッションを介して動力を伝え、独立したシャフト上の、直径2.7m、4翅ブレードのプロペラを駆動した。

### 兵装
最高で6個の230ポンド（100kg）爆弾が積載でき、また最高で5挺の機関銃が装備された。コースタル級とC-スター級軟式飛行船と同様に、1挺の機銃は船体上部の銃座に取り付けられ、登攀用のシャフトを通じて到達できた。

### 搭乗員
通常、乗員編成は5名の二交代から成った。これは延長された哨戒に必要だった。編成は機長、副機長、操舵手と副操舵手、2名のオペレーター、2名の機関士、2名の機関銃手から構成された。機長は船の全体的な指揮を司り、航法・高度調節・ガス圧力制御は副機長が補助した。操舵手は他の搭乗員に対して責任を持っており、飛行船が地上にあるときは船の整備と管理を行った。航行中、操舵手と副操舵手は、制御室の最前部から飛行船の操縦を行った。哨戒中、機関銃手は見張りの任を引き受け、またコックとしても働いた。

## 開発

### 試験と問題
最初の建造例であるN.S.1は1917年2月1日に初飛行試験が実施された。予備試験では満足なものと考えられた。この船は速度80km/hに達しており、操舵が容易だった。さらに2回の飛行試験が4月に実施され、2度目の飛行試験は、キングズノースからメイデンヘッド、ファーンボロー、ギルフォード、そしてまたキングズノースへ帰還するという長距離の縦走往復飛行であった。
この飛行の成功の後、1917年4月18日、N.S.1はより広汎な試験のため、ノーフォーク州にあるイギリス海軍航空隊プルハム基地へ移された。次の数週間に、飛行中に遭遇した小さな問題は解決され、それから6月5日に全面的な耐久試験を行うことが決定された。しかし飛行中、ちょうど16時間を経過したときにプロペラ駆動軸中の一つの自在継手が破損し、飛行船はプルハム基地へ引き返した。後の6月26日午前6時、飛行船は空に戻り、6月28日の午前7時22分まで滞空した。飛行時間は49時間22分、この間に飛行船は2,472kmを行動し、航行中には些細な技術的問題だけが生じた。これは当時、全ての形式のイギリス飛行船の最高記録だった。
キングズノースで行われたN.S.2の初期の試験も満足なものだったが、しかし6月27日、N.S.1と同様の耐久試験の際に飛行船は操縦不能となった。船はガスを失い、サフォーク州ストゥマーケット近辺に着陸を試みて破壊された。
N.S.3は、キングズノースでの6月の試験に引き続き、1917年7月22日、この飛行船の運用上の根拠地となるRNASイーストフォーチュン基地にて11時間の連続飛行を行った。イーストフォーチュン基地でこの飛行船は、9月6日にN.S.1と、また10月15日にはキングズノースからのN.S.4と合流した。N.S.5は12月12日にイースト・フォーチュン基地へ向け出発したが、しかし、両舷のエンジンが目的地の見えるところで故障し、修理を終えるまでにN.S.5は16kmほど風で漂流した。この船の両舷のエンジンは故障がちであることから係留状態で地上にとどめられることが決定された。この試みの間、N.S.5は修理を越えて損傷を出した。

### 改修
ロールス・ロイス製のエンジンおよび、機関の取り付け方法と複雑なトランスミッションは、絶えず問題を呈した。機関は長くて重い駆動軸によってプロペラと連結しており、駆動軸は軽く支持されたのみだった。これらのことから不適当な張力にトランスミッションがさらされ、また常に一番プロペラに近い自在継手が破断する原因となった。キングズノースの設計チームは急いで動力室と駆動ギアの再設計を開始し、また同時に、イースト・フォーチュンの技術者達は設計を改善する方法も検討していた。キングズノースでは、ロールス・ロイスのエンジンを240馬力（180kW）のフィアットのユニットと交換し、プロペラを直結するというアイデアを考慮した。イーストフォーチュン所属の技術士官であるA・S・アベル少佐（イギリス海軍志願予備員）およびN.S.3の機長だったJ・S・ホイールライト（DSC受賞者）は、制御室の位置を機関室と同じ部位まで上げるアイデアを提案した。これらは完全に囲われた一つのユニットとして成形され、全長は26m、また後尾に向け徐々に絞られており、エンジンの駆動軸にプロペラが直結された。これと、他の小さな調整により、搭乗員にはより多くの部屋が提供され、快適さが改善された。制御室の再設計はより流体力学的で、船体により近い位置をとった。空気抵抗の低減で最高速度が増し、軽量化ももたらした。また、故障がちなトランスミッション駆動軸の全廃により信頼性が改善された。1918年1月、海軍本部は、これらの改修をキングズノースとイーストフォーチュンで着手する許諾について認可した。これらの作業は4月はじめには完了した。
主として適切な選択肢の欠如から、公的な関係者達は、初期の信頼性の問題と、配備して最初の数ヶ月間で2隻を喪失したにもかかわらず、NS級の計画を続行し、さらに6隻が1917年11月に発注された。生産は、戦争終了からその後のわずかな期間まで続いた。

## 運用の経緯

### N.S.3
N.S.3の経緯は以下のような物である。
1918年3月11日、ホイールライト機長と海軍本部当局の継続的な指揮により、N.S.3は試験飛行を正常に完了した。翌日、97km/h以上の速度を維持しつつ、N.S.3は8時間の試験を行った。この後、作戦任務を開始するよう非常に多くの要請が海軍本部に提出され、4月3日、4分の3の出力で陸上を連続飛行できる許可が与えられた。N.S.3はロングサイドからキングズノースへ飛行し、さらにイーストフォーチュンへ帰投した。これは1,313kmの行程を22時間で飛ぶものであり、当時のイギリス飛行船のレコードを作った。飛行中、両舷のエンジンは完全な運転を続けた。ただし左舷のエンジンは壊れた発電機駆動ベルトを交換するために約5分間止められた。この際、右舷のエンジンは連続稼働した。
4月17日、N.S.3は最初の輸送船団の護衛を実施し、また4月20日から22日にかけ、N.S.3はいくつかの輸送船団とともに55時間の飛行を完了した。これは当時、いかなる軟式飛行船が達成した中でも最長の飛行だった。
1918年5月の間に、N.S.3は130時間以上を飛行した。一度の哨戒は33時間連続した。また他には20時間の哨戒があったが、これは風が強くなるため基地に帰還せよという命令によって省略されたものである。
N.S.3は、ローサイスの近郊でグランド・フリートおよび沿岸陣地の対空能力の試験に参加し、5月31日/6月1日の夜間飛行の間に3,000mの高度を達成した。これは軟式飛行船にとり、もう一つの記録であった。
1918年6月上旬、N.S.3は、壊れてしまうか燃料が切れてしまうような速度で飛行船を牽引し、技術的可能性を調査するため、駆逐艦ヴェクティスで牽引試験を開始した。試験では当初、ほぼ20ノット（37km/h）の速度に達し成功していたが、最後の航走でN.S.3は海上に着水した。
N.S.3の最後の哨戒は1918年6月21日に始められ、命令はイーストフォーチュンから出発して南下するスカンジナビア輸送船団を護衛するものであった。N.S.3はアバディーンを離れて7時間後に輸送船団へ合流したが、その夜、天候の悪化から全速で基地へ帰投するよう決断が促された。しかし、1918年6月22日、ひどい乱気流とガスの欠乏が原因となり、飛行船は海上へ激突し5名が死亡した。しばらく後に、生存者は駆逐艦モーイによって漂う残骸から拾いあげられた。

### 他の経緯
この級の改修型は作戦任務により大きな価値を与えた。また、1918年11月11日にアーミスティスで休戦協定が結ばれた時点では、6隻が基地で運用されていた。N.S.7およびN.S.8はイーストフォーチュンを基地とし、降伏したドイツの艦隊を護衛してローサイスへ帰還した。この間、N.S.4、N.S.6、N.S.11、N.S.12はロングサイドから作戦していた。追加の2隻であるN.S.14およびN.S.16はキングズノースにて建造途中であり、戦争終結後に進空した。
W・K・ウォーンフォード機長の指揮のもと、N.S.11は初期の連続飛行記録である61時間30分を記録し、またN.S.12の随行を受け、飛行船によるノルウェーへの初の飛行を実施した。さらにN.S.11は1919年2月9日から13日にかけ、約6,400kmをカバーする機雷捜索の間に、101時間の連続飛行記録を作った。この後、硬式飛行船であるR34はこの記録を破った。R34はイーストフォーチュンを出発し、アメリカ合衆国のニューヨーク州ロングアイランドにあるミネオラへ108時間かけて飛行した。その直後、NS11は（非公式には）この記録を取り戻そうと準備する間に失われた。
7月15日の早い時間、公式には機雷捜索のための哨戒中、N.S.11は、ノーフォーク海岸にあるクレイ・ネクスト・ザ・シーで「どんよりした黒い雲」の下を飛んでいるところを目撃された。そして、直後に巨大な爆発音が聞かれた。下降し、炎上する飛行船の鮮明な輝きは数分で終わり、2回目の爆発の後、最後には海へ突入した。生存者は存在せず、また公式な査問会議での調査結果は確定的でなかった。しかし他の可能性としては、落雷の命中が爆発の原因となっただろうことが推測された。
N.S.11の損失の後、N.S.7とN.S.8のみは作戦についていた。N.S.14はアメリカ海軍に売却され、残余は墜落または除籍、解体された。N.S.8は1919年10月に除籍され、
この級の最後の船であるN.S.7の最終的な飛行は1921年10月25日に行われた。
NS級軟式飛行船は総数で14隻が建造された。長期の連続飛行と記録破りは、単に輸送船団の護衛任務や、対潜作戦、ほか艦隊に付随して任務についた際に、通常の作戦飛行を行った結果であった。また改修された形状のNS級飛行船が成功を収めたことから、これらはおそらく、他の国によって生産されたどれよりも最良の大型軟式飛行船であると考えられていた。

## 使用国・組織
- イギリス海軍
- アメリカ海軍

## 性能
データは以下に拠る。
諸元
- 乗員: 10名、5名で2編成
- 全長: 80m
- 直径: 17.3m
- 全高: 21.1m
- ガス容量: 10,000m3
- 浮力: 3,900 kg
- エンジン: ロールス・ロイス イーグルエンジン2基、250hp(190 kW)、後期にはフィアット2基、240 hp (180 kW)
- バロネット6基 (総容量3,600m3)

性能
- 最高速度: 92km/h
- 滞空時間: 24時間
- 巡航: 2,900m

武装
- 機関銃、5挺
- 100kg爆弾（230ポンド）、6発